# Col Kyzylart
Le col Kyzylart est un col routier frontalier entre le Kirghizistan et le Tadjikistan dans le chaînon Trans-Alaï dans le Pamir. Situé à 4 280 m d'altitude, il est  franchi par la route M41 permettant une liaison routière entre les deux pays à travers ce massif montagneux.